# جولن کولیناس
جولن کولیناس (انگلیسی: Julen Colinas؛ زادهٔ ۱۶ آوریل ۱۹۸۸) بازیکن فوتبال اهل اسپانیا است.
از باشگاه‌هایی که در آن بازی کرده‌است می‌توان به باشگاه ورزشی موهان باگان اشاره کرد.